# Incontri internazionali di rugby a 15 di fine anno 1992
Nel rugby a 15 è tradizione che a fine anno (ottobre-dicembre) si disputino una serie di incontri internazionali che gli europei chiamano "Autumn International"  e gli appassionati dell'emisfero sud "Springtime tour". In particolare le nazionali dell'emisfero Sud, a fine della loro stagione si recano in tour in Europa.
- Il Sudafrica si reca in Tour in Europa: una vittoria ed una sconfitta con la Francia e un'altra sconfitta con Inghilterra il bottino della spedizione. La fine dell'apartheid ha sancito anche la fine dell'isolamento sportivo, ed il rugby, sport "bianco" per eccellenza nel paese africano, riapre i contatti.

| Lione 17 ottobre 1992 | Francia | 15 – 20 | Sudafrica |  |

| Parigi 24 ottobre 1992 | Francia | 29 – 16 | Sudafrica | (Parco dei Principi) |

| Londra 14 novembre 1992 | Inghilterra | 33 – 16 | Sudafrica | (Twickenham) |

- Il Canada, guidata dalla sua stella Gareth Rees, viaggia in tour in Inghilterra dove cede alla nazionale della rosa:

| Londra 17 ottobre 1992 | Inghilterra | 26 – 13 | Canada | Wembley |

- L'Australia, va in tour in Europa dove supera a domicilio l'Irlanda, il Galles ed i Barbarians.

| Dublino 31 ottobre 1992 | Irlanda | 17 – 42 | Australia | (Lansdowne Road) |

| Cardiff 21 novembre 1992 | Galles | 6 – 23 | Australia | (Arms Park) |

- L'Argentina viene in tour in Europa: dopo le vittorie su Spagna (43-34) e Romania (23-6), supera a sorpresa la Francia (24-20)

| Madrid 24 ottobre 1992 | Spagna | 34 – 43 | Argentina |  |

| Bucarest 31 ottobre 1992 | Romania | 18 – 21 | Argentina |  |

| Nantes 14 novembre 1992 | Francia | 20 – 24 | Argentina |  |

- Da segnalare anche il Tour dei New Zealand Māori nel Pacifico meridionale.